# Tròpic de Càncer

Situació (línia vermella).

El Tròpic de Càncer és el paral·lel més al nord en què el Sol es pot situar directament a sobre. En ell, això passa al solstici de juny, quan l'Hemisferi Nord s'inclina cap al Sol fins al màxim. La seva latitud és 23°27'.
El seu equivalent de l'Hemisferi Sud és el Tròpic de Capricorn. Aquests tròpics són dos dels cinc grans paral·lels de la Terra; els altres són els cercles polars àrtic i antàrtic, i l'equador.

## Nom
Aquesta línia de latitud rebé el nom fa uns dos mil anys, atès que al solstici de juny, cada vegada que el Sol arriba al seu zenit a aquesta latitud el Sol es trobava a la Constel·lació del Cranc, que s'anomena Cancer en llatí, i la mateixa paraula tròpic prové del grec trope (τροπή), que significa gir (canvi de direcció, o circumstàncies), inclinació, referida al fet que el Sol sembla tornar enrere als solsticis. A causa de la precessió dels equinoccis, avui el Sol és a Taure al solstici de juny. (Taurus).

## Geografia
La posició del Tròpic del Càncer no és fixa, sinó que canvia constantment a causa d'un lleuger balanceig en l'alineació longitudinal de la Terra en relació amb la seva òrbita al voltant del Sol. La inclinació axial de la Terra varia en un període de 41.000 anys de 22,1 a 24,5 graus i actualment és de 23,4 graus. Aquest balanceig significa que actualment el Tròpic del Càncer està a la deriva cap al sud a una velocitat de gairebé la meitat d'un arc de segon (0,468″) de latitud, o 15 metres, per any (era exactament a 23° 27' N el 1917 i se situarà a 23° 26' N el 2045). Vegeu Obliqüitat de l'eclíptica i Paral·lel per obtenir més informació.
Al nord del tròpic es troben els subtròpics i la zona temperada nord. El paral·lel equivalent al sud de l'equador es diu Tròpic de Capricorn, i la regió entre els dos, centrada en l'equador, és la Zona tropical.
| Coordenades                                | País, territori o mar | Notes |
| ------------------------------------------ | --------------------- | --- |
| 23° 26′ N, 0° 0′ E / 23.433°N,0.000°E      | Algèria               | |
| 23° 26′ N, 11° 51′ E / 23.433°N,11.850°E   | Níger                 | |
| 23° 26′ N, 12° 17′ E / 23.433°N,12.283°E   | Líbia                 | El tròpic toca el punt més al nord de Txad a 23° 26′ N, 15° 59′ E / 23.433°N,15.983°E                                                                  |
| 23° 26′ N, 25° 0′ E / 23.433°N,25.000°E    | Egipte                | El tròpic passa pel Llac Nasser |
| 23° 26′ N, 35° 30′ E / 23.433°N,35.500°E   | Mar Roig              | |
| 23° 26′ N, 38° 38′ E / 23.433°N,38.633°E   | Aràbia Saudita        | Províncies d'Al-Madina, Meca, Ar Riyadh, i Oriental.                                                                                                   |
| 23° 26′ N, 52° 10′ E / 23.433°N,52.167°E   | Emirats Àrabs Units   | Només l'emirat d'Abu Dhabi |
| 23° 26′ N, 55° 24′ E / 23.433°N,55.400°E   | Oman                  | El tròpic creua Mascate, la capital del país. |
| 23° 26′ N, 58° 46′ E / 23.433°N,58.767°E   | Oceà Índic            | Mar d'Aràbia |
| 23° 26′ N, 68° 23′ E / 23.433°N,68.383°E   | Índia                 | Estats de Gujarat, Rajasthan, Madhya Pradesh, Chhattisgarh, Jharkhand i Bengala Occidental                                                             |
| 23° 26′ N, 88° 47′ E / 23.433°N,88.783°E   | Bangladesh            | Divisions de Khulna, Dhaka, i Chittagong |
| 23° 26′ N, 91° 14′ E / 23.433°N,91.233°E   | Índia                 | Estat de Tripura |
| 23° 26′ N, 91° 56′ E / 23.433°N,91.933°E   | Bangladesh            | Divisió de Chittagong |
| 23° 26′ N, 92° 19′ E / 23.433°N,92.317°E   | Índia                 | Estat de Mizoram |
| 23° 26′ N, 93° 23′ E / 23.433°N,93.383°E   | Myanmar               | Estats de Xin, Sagaing, Mandalay, Shan |
| 23° 26′ N, 98° 54′ E / 23.433°N,98.900°E   | R.P. de la Xina       | Províncies de Yunnan (que passa uns 7 km al nord de la frontera amb Vietnam), Guangxi i Guangdong                                                      |
| 23° 26′ N, 117° 8′ E / 23.433°N,117.133°E  | Estret de Taiwan      | |
| 23° 26′ N, 120° 8′ E / 23.433°N,120.133°E  | Taiwan                | Illa de Hujing (illa Huching), comtat de Chiayi, comtat de Hualien                                                                                     |
| 23° 26′ N, 121° 29′ E / 23.433°N,121.483°E | Mar de les Filipines  | |
| 23° 26′ N, 142° 00′ E / 23.433°N,142.000°E | Oceà Pacífic          | Passant just al sud de l'Illa Necker, Hawaii, Estats Units                                                                                             |
| 23° 26′ N, 110° 15′ O / 23.433°N,110.250°O | Mèxic                 | Estat de Baja California Sur |
| 23° 26′ N, 109° 24′ O / 23.433°N,109.400°O | Golf de Califòrnia    | |
| 23° 26′ N, 106° 35′ O / 23.433°N,106.583°O | Mèxic                 | Estats de Sinaloa, Durango, Zacatecas, San Luis Potosí, Nuevo León i Tamaulipas                                                                        |
| 23° 26′ N, 97° 45′ O / 23.433°N,97.750°O   | Golf de Mèxic         | Passant just al nord de Cuba |
| 23° 26′ N, 83° 0′ O / 23.433°N,83.000°O    | Oceà Atlàntic         | Passant per l'Estret de Florida i el Canal Nicholas · Passant just al sud dels Cay Sal ( Bahames) · Passant pel Canal de Santaren i cap a l'oceà obert |
| 23° 26′ N, 76° 0′ O / 23.433°N,76.000°O    | Bahames               | Illes Exuma i Long Island |
| 23° 26′ N, 75° 10′ O / 23.433°N,75.167°O   | Oceà Atlàntic         | |
| 23° 26′ N, 15° 57′ O / 23.433°N,15.950°O   | Sàhara Occidental     | Reivindicat per Marroc i el Sàhara Occidental |
| 23° 26′ N, 12° 0′ O / 23.433°N,12.000°O    | Mauritània            | |
| 23° 26′ N, 6° 23′ O / 23.433°N,6.383°O     | Mali                  | |
| 23° 26′ N, 2° 23′ O / 23.433°N,2.383°O     | Algèria               | |

## Clima

Relació de la inclinació axial de la Terra (ε) amb els cercles tropicals i polars

A banda de les regions més altes de la Xina, el clima al Tròpic de Càncer és generalment calent i sec tret de les zones costaneres de llevant on les precipitacions orogràfiques poden ser molt abundants, en uns quants llocs arribant als 4 m anuals. La majoria de les regions en el Tròpic de Càncer experimenten dues estacions diferents: un estiu extremadament calorós i amb temperatures que solen assolir els 45 °C i un hivern càlid amb màximes al voltant dels 22 °C. Molta terra al Tròpic de Càncer o a prop d'ell forma part del desert del Sahara, mentre que a l'est el clima és monsonal tòrrid amb una curta temporada humida de juny a setembre i poques precipitacions durant la resta de l'any.
La muntanya més alta en o contigua al Tròpic de Càncer és Yushan a Taiwan; tot i que les glaceres baixaven fins a 2.800 metres durant l'últim màxim glacial, no en sobreviu cap i actualment no hi ha glaceres a menys de 470 quilòmetres del Tròpic de Càncer; les més properes actualment són Minyong i Baishui a l'Himàlaia al nord i a Iztaccíhuatl al sud.

## Deriva

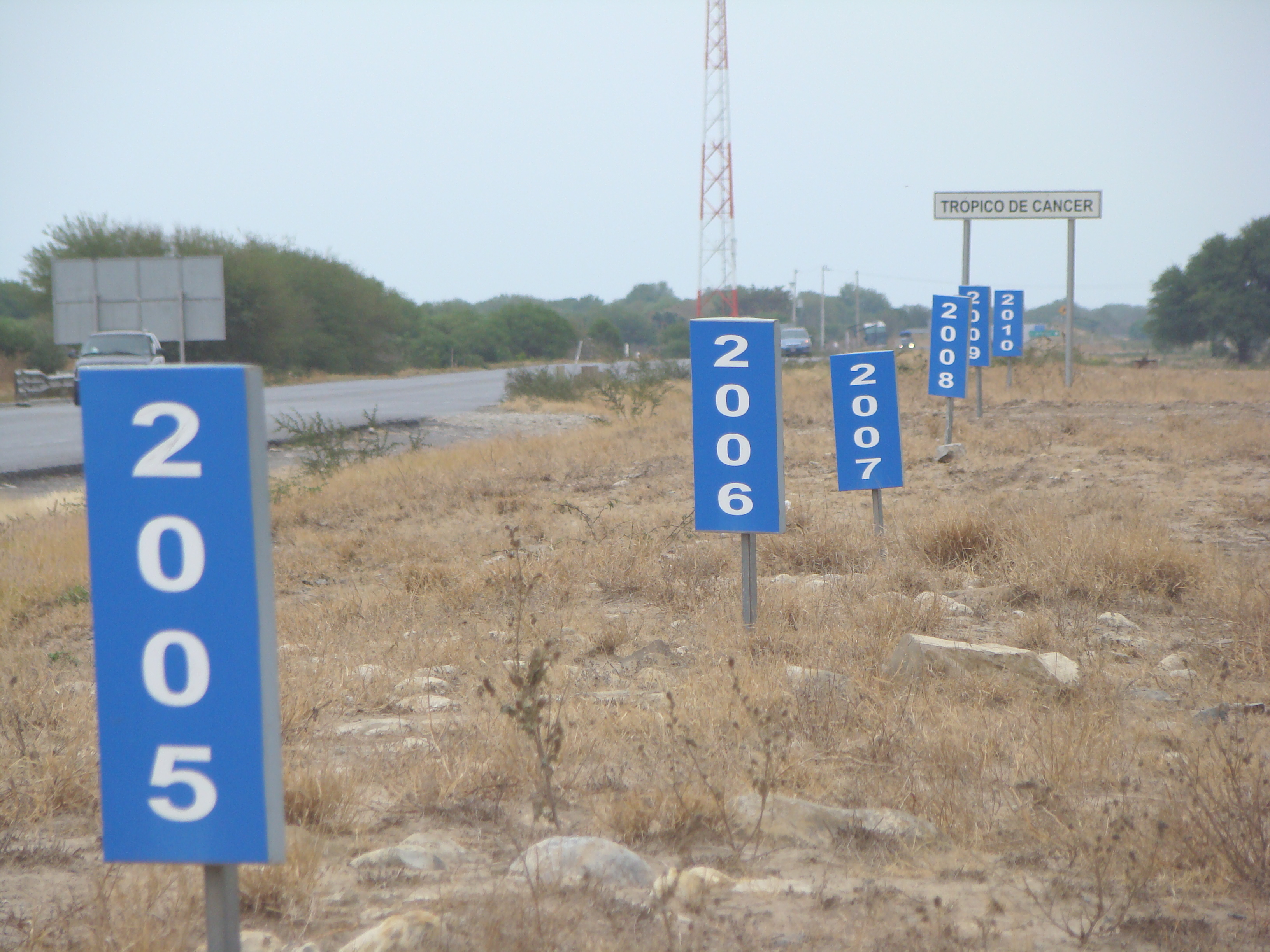
Carretera 83 (Vía Corta) Zaragoza-Victoria, km 27+800. De les interseccions del Tròpic de Càncer amb les carreteres federals mexicanes, aquesta és l'única on està senyalitzada amb precisió i es veu la deriva del 2005 al 2010.

La posició del tròpic de càncer no és fixa, sinó que canvia constantment a causa d'una lleugera oscil·lació en l'alineació longitudinal de la Terra en relació amb l'eclíptica, el pla en què la Terra orbita al voltant del Sol. La inclinació axial de la Terra varia durant un període de 41.000 anys de 22,1 a 24,5 graus, i el 2000 és d'uns 23,4 graus, que continuarà vigent durant aproximadament un mil·lenni. Aquesta oscil·lació significa que el tròpic de càncer es desplaça actualment cap al sud a una velocitat de gairebé mig segon d'arc (0,468 ") de latitud, o 15 m, per any. La posició del cercle era exactament a 23° 27'N el 1917 i estarà a 23° 26'N el 2045. La distància entre el Cercle polar antàrtic i el tròpic de càncer és essencialment constant mentre es mouen en tàndem. Això es basa en una suposició d'un equador constant, però la ubicació precisa de l'equador no està realment fixada.

## Circumnavegació
Segons les regles de la Fédération Aéronautique Internationale, perquè un vol competeixi per un rècord de velocitat a la volta al món, ha de cobrir una distància no inferior a la longitud del tròpic de càncer, travessar tots els meridians i acabar al mateix camp d'aviació on va començar.
La longitud del tròpic de càncer és de 36.788 km
{\displaystyle l=2\pi \cos(\varphi )6378137(1-0.00669438(\sin(\varphi ))^{2})^{-0.5}}
on φ és la latitud del tròpic de càncer
Per a una circumnavegació ordinària, les regles són una mica relaxades i la distància s'estableix en un valor arrodonit d'almenys 36.770 km.

## Galeria

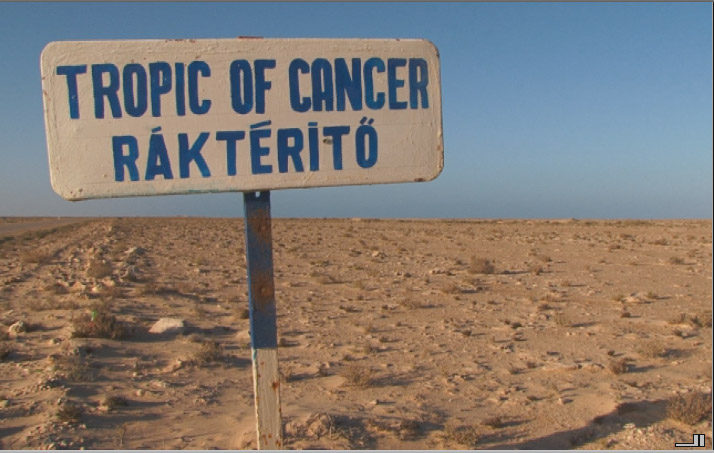
Senyal de trànsit al sud deDakhla, marcant el tròpic del càncer. El rètol l'han col·locat els participants del ral·li Budapest-Bamako; així, la inscripció està en anglès i hongarès.
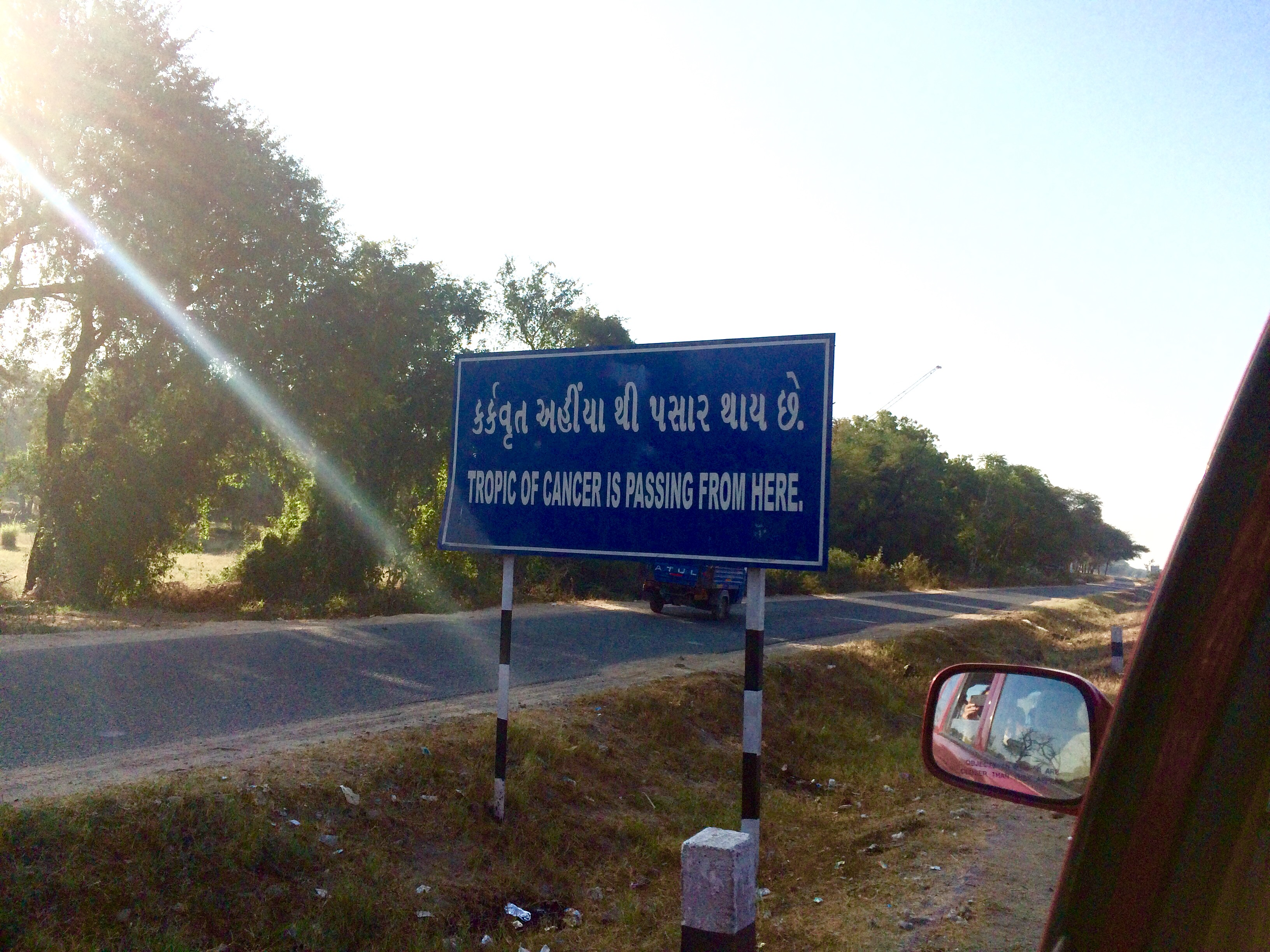
Senyal de trànsit a prop de la ciutat de Mehsana a l'estat de Gujarat, Índia
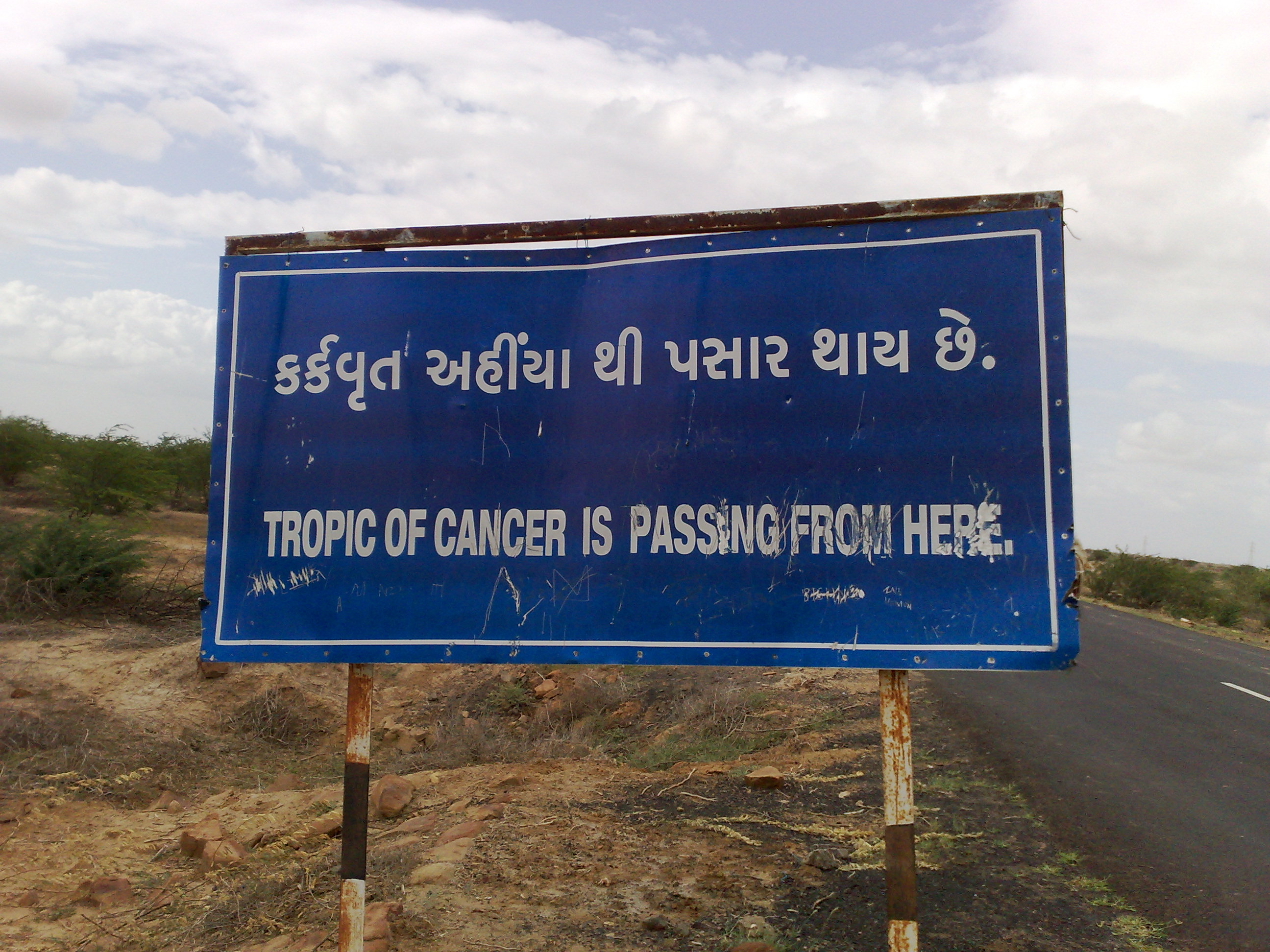
Rètol que marca el tròpic de càncer a pocs quilòmetres deRann de Kachchh, Gujarat, Índia
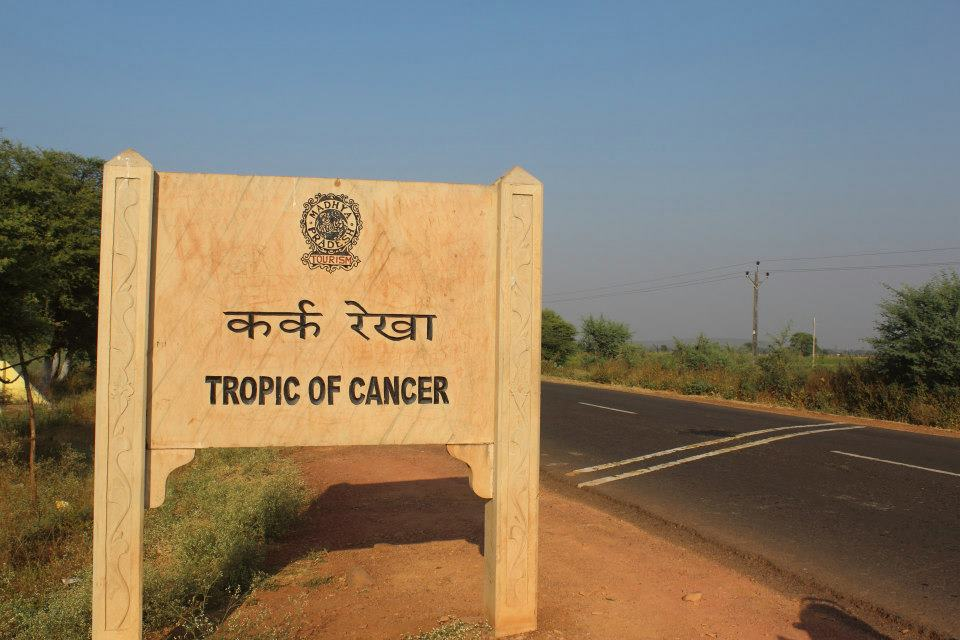
Rètol que marca el tròpic del càncer a Madhya Pradesh, Índia
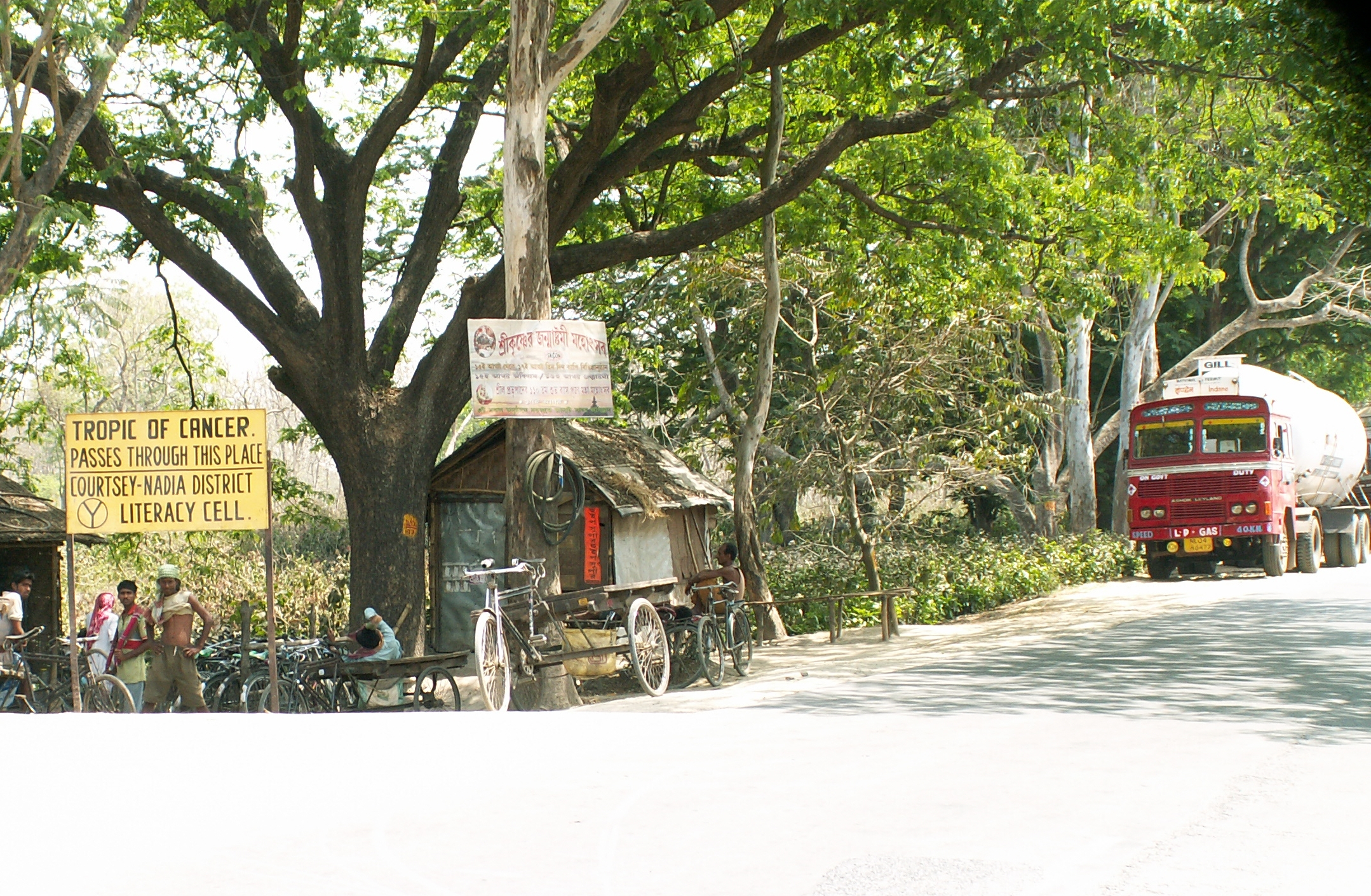
Rètol que marca el tròpic del càncer a la carretera nacional 34 al districte de Nadia, Bengala Occidental, Índia
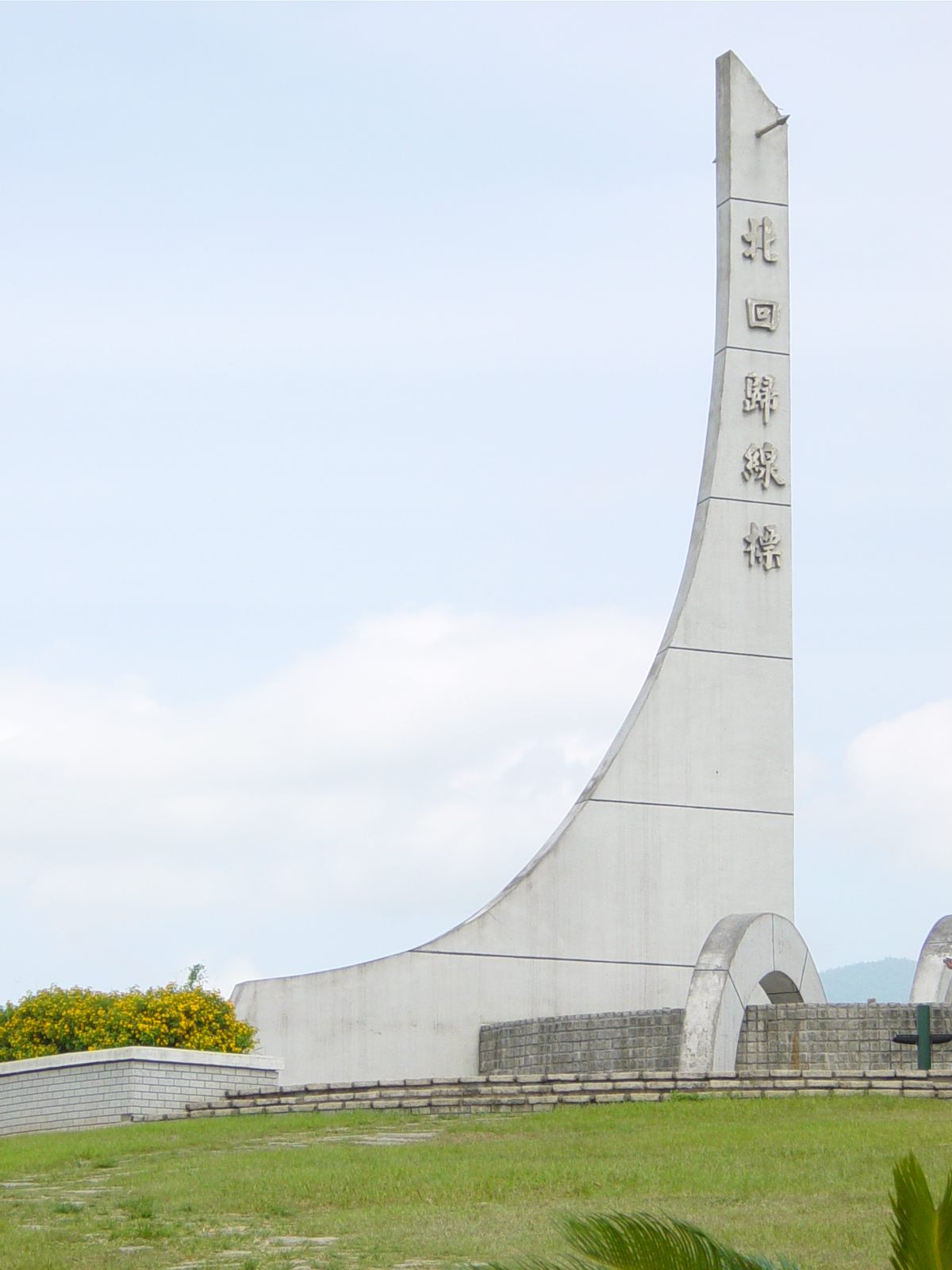
Marcador del tròpic de càncer de Ruisuia, Comarca de Hualien, Taiwan
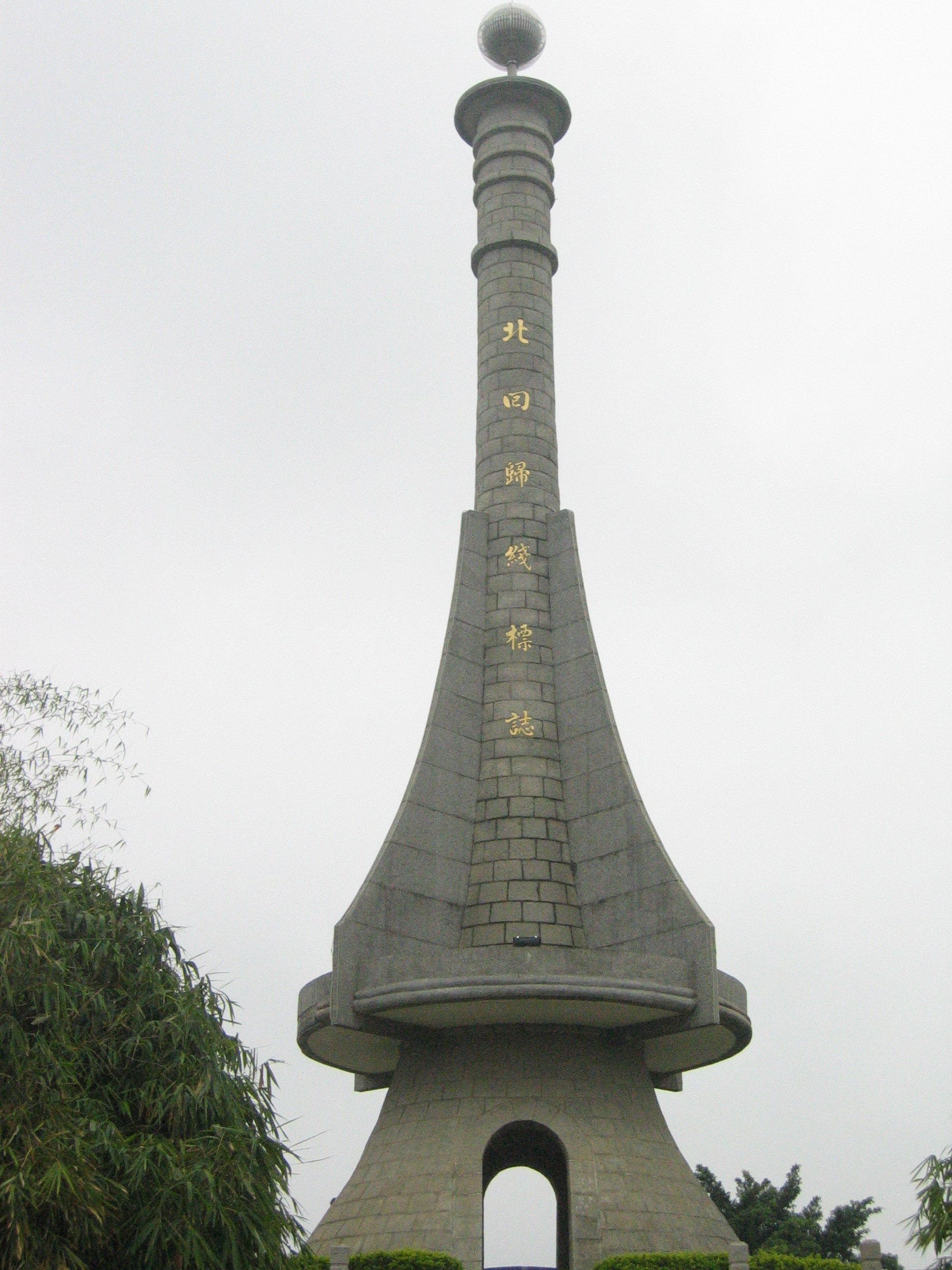
Torre del tròpic del càncer a Guangzhou, província de Guangdong, Xina